# Neck.CNS
Neck.CNS (* 1974 in Düsseldorf; eigentlich Oliver Gelbrich) ist ein Grafik-Designer und Graffiti-Writing-Künstler.
Neck.CNS arbeitet sowohl an der Wand als auch in klassischen und den sogenannten neuen Medien. Charakteristisch für seinen Stil sind eine starke Kodierung und Abstraktion der Buchstaben.

## Leben
1989 wird er auf die Münchener Graffiti-Szene aufmerksam, zeichnet erste eigene Skizzen und malt gegen Ende des Jahres sein erstes Piece. Geprägt durch seine ersten Eindrücke experimentiert er mit verschiedensten Stilrichtungen klassischer Outline-Graffiti-Styles.
1994 entstehen erste Bilder im 3D-Style, der bis heute seine Faszination auf den Künstler nicht verloren hat.
1995 gründet er mit Efas, Meric und Moritz in Düsseldorf die CNSkillz Crew. Im Laufe des Jahres stoßen Scien, Klor, Ate1 und Seak hinzu.
Ab 1996 werden erste grafische Einflüsse in seinen Arbeiten sichtbar, die sich in den folgenden Jahren zum Schwerpunkt seiner Arbeiten entwickelt haben.

## Bibliographie
- A. Sahantürk, M. Uyar (Hrsg.): Best of German Graffiti. Hauschild Verlag, 2001, ISBN 3-89757-121-8.
- Bernhard van Treeck (Hrsg.): Graffiti Art #9 Wände. Schwarzkopf & Schwarzkopf, 1998, ISBN 3-89602-161-3.
- Bernhard van Treeck: Graffiti Art #8 Charakters. Schwarzkopf & Schwarzkopf, 1998, ISBN 3-89602-144-3.
- Graffiti Art #4: Ruhrgebiet Rheinland. Schwarzkopf & Schwarzkopf, 1995, ISBN 3-89602-051-X.